# إيران في الألعاب البارالمبية الصيفية 1988
شاركت إيران في الألعاب البارالمبية الصيفية 1988 والتي أقيمت في سول، كوريا الجنوبية، بفريق مكون من 35 رياضي في 4 ألعاب.